# 조옮김
조옮김(調-, transposition)은 어느 악곡을 곡 속의 각 음의 상대적인 음정관계를 바꾸지 않고 그대로 다른 높이로 옮기는 것을 말한다. 장조의 곡을 단조로, 또는 단조의 곡을 장조로 바꾸는 것은 조옮김이 아니다.

## 같이 보기
- 조바꿈
- 조옮김 악기